# John Orup
John Valdemar Reinhold Orup, född 16 juli 1890 i Helsingborg, död 1959, var en svensk bergsingenjör. Han var bror till Birger Orup.
Orup, som var son till förtroendemannen Janne Jönsson och Johanna Persson-Orup, avlade mogenhetsexamen i Helsingborg 1908 och utexaminerades från Kungliga Tekniska högskolan 1912. Han var assistent vid Kungliga Tekniska högskolans materialprovningsanstalt 1912–1914, ingenjör vid Larsbo-Norns AB i Vikmanshyttan 1914–1917, föreståndare för Kungliga Tekniska högskolans materialprovningsanstalts bergskemiska avdelning 1917–1919 och ingenjör vid Wikmanshytte Bruks AB från 1920.  På posten som laboratoriechef vidareutvecklade han CRU-stålet. Han medverkade även i yrkeshandböcker om stålbehandling. Han var föreståndare och sekreterare i  Vikmanshytte-Turbo föreläsningsförening samt ordförande i konsumtionsföreningens medlemsråd.